# 小平奈緒
小平 奈緒（こだいら なお、1986年5月26日 - ）は、長野県茅野市出身の元スピードスケート選手。現相澤病院ブランドアンバサダー。オリンピック日本女子スピードスケート史上初の金メダル獲得。成績は、2010年バンクーバーオリンピック団体パシュート銀メダル、2018年平昌オリンピック500m金メダル・1000m銀メダル、2017年世界距離別選手権500m金メダル・1000m銀メダル、2017年世界スプリント選手権総合優勝、ISUワールドカップ総合優勝（500m）。

## 略歴
- 新谷純夫（新谷志保美の父親）を師とし、茅野市立北部中学校2年時に500mの中学記録を更新し、全日本ジュニア（スプリント部門）では吉井小百合を破り[4]、史上初の中学生王者に輝く。
- 伊那西高等学校進学コース入学[4]。スケート部は無く同好会で活動し[5]、インターハイで500mと1000mの2冠獲得[4]、全日本ジュニアでも優勝を飾る。
- 信州大学教育学部に進学[4]。同級生には住吉都がいる[6]。
  - 1年時に第25回日本学生氷上競技選手権大会500mと1000mの2冠も達成。
  - 2年時の2006年10月には全日本スピードスケート距離別選手権大会1000m優勝。
  - 4年時の2008年10月24日、全日本スピードスケート距離別選手権大会1500m優勝。
  - この間、大学から履修へ特別な配慮は受けず、単位を取得した[4]。
- 2009年、信州大学教育学部生涯スポーツ課程地域スポーツ専攻卒業[4]。社会医療法人財団慈泉会相澤病院にスポーツ障害予防治療センターのスタッフとして採用される。「長期出張」扱いとして競技に打ち込む傍ら、医学面でもサポートも受ける。
- 2009年の第16回全日本スピードスケート距離別選手権大会では500m、1000m、1500mの三種目で優勝した。短-中距離での3冠は小平が初めてであり、スピードとスタミナを併せ持つ選手との評価を得る。
- 2009年11月7日のISUワールドカップ・ベルリン大会で500m3位、1000m2位に入った。いずれも日本人選手最高位。
- 2010年2月、初の冬季五輪出場となったバンクーバーオリンピックでは1000mと1500mで5位入賞。女子団体パシュートでは、穂積雅子、田畑真紀とともに日本女子スピードスケート界史上初となる銀メダルを獲得した。
- ソチオリンピックでは、500mで5位入賞、1000mでは13位だった。
- ソチオリンピック後、相澤病院に籍を置いたまま、オランダに1年間の予定で練習の拠点を移した。ヘーレンフェーンに本拠を置くプロチーム「Team continu」で活動する。オランダに2年間滞在し、オランダ語を習得している[7]。
- 2014年11月22日のISUワールドカップ・ソウル大会の500mでワールドカップ初優勝。
- 2015年2月に行われた世界距離別選手権の500mで3位入賞。
- 2014/15シーズンのワールドカップ500mで総合優勝した。日本の女子選手がこの種目で総合優勝するのは島崎京子以来24年ぶり。
- 2017年2月、世界距離別選手権で、500mを37秒13で優勝、1000mを1分14秒43で2位。500mでの37秒13は、ふたつの高速リンク（オリンピック・オーバルとユタ・オリンピックオーバル）で出た記録を除くと、当時世界最速の記録である[8]。
- 2017年2月、スピードスケートの世界スプリント選手権、第1日の500メートル（36秒75）、1000メートル（1分12秒51）ともに日本新記録で総合首位、最終日も500メートルは1位、1000メートルは3位で総合優勝を果たした[9]。
- 2017年3月11日、ワールドカップ同季最終戦、女子500メートルで37秒14のタイムで優勝し、2季ぶり2度目の種目別優勝を果たした[10]。
- 2017年11月10日から12日に行われたワールドカップ・ヘーレンフェイン大会で500m、1000mで、いずれも優勝。ワールドカップで1000mでの優勝は自身初。
- 2017年11月17日から19日に行われたワールドカップ・スタバンゲル大会の初日、500m、1000mで、いずれも優勝。500mでの37秒08は、自身が2017年2月に江陵で出した37秒13を100分の5秒上回る、ふたつの高速リンクで出た記録を除いた中で当時世界最速の記録である。また、500mは全勝だった昨季からの国内外における連勝記録を19に伸ばした。ワールドカップ通算勝利数は岡崎朋美を超え、1000mと合わせ、日本女子歴代最多の14勝となった。
  - 同大会の2日目の500mで、自身が前日に出した当時の低地世界最高記録を100分の1秒上回る37秒07で優勝。1000mと合わせ、通算15勝目。
- 2017年12月1日から3日に行われたワールドカップ・カルガリー大会の2日目、1000mに出場したが、転倒により最下位に終わった。最終日に行われた500mで当時世界歴代2位となる36秒53で優勝。
- 2017年12月8日から10日に行われたワールドカップ・ソルトレイクシティ大会の初日、500mで5日前に出した自己記録を上回る36秒50で優勝。翌日の500mでも優勝し、この種目ワールドカップ15連勝[注 1]。最終日に行われた1000mで、1分12秒09の世界新記録をマークして優勝。日本の女子選手が個人単種目で世界新記録をマークするのは小平が初。
- 2018年平昌オリンピック出場（後述）。
- 2018年春の褒章で紫綬褒章を受章[11]。
- 2018年11月16日、ワールドカップ帯広大会第1日の女子500mで優勝（37秒49）。翌日の500mも37秒29で優勝。
- 2018年11月23日、ワールドカップ苫小牧大会（屋外リンクで開催）第1日の女子500mで優勝（38秒03）。2季前から続くワールドカップの連勝記録を18に伸ばし、国内外のレースでは32連勝となった。ワールドカップ通算22勝目。
- 2022年4月12日、長野市内で記者会見し、10月の全日本距離別選手権を最後に現役を引退する意向を表明[12]。同年10月22日、女子500メートルを37秒49で優勝し、現役最後のレースを終えた[13]。
- 2022年10月27日、東京都内で記者会見し、出身大学である信州大学から特任教授に任命されたことを明らかにした[14]。
- 2023年4月26日、日本スケート連盟より令和４年度特別功労賞が贈られた。[15]

## 平昌オリンピック
- 2018年の平昌オリンピックにおいて、最初の種目は女子1500mに出場し1分56秒11の記録で6位入賞を果たす。次の種目は女子1000m、不利と言われるアウトスタートながら1分13秒82をマークし、個人種目では初の銀メダルを獲得。また髙木美帆も銅メダル獲得となり、冬季オリンピックにおいて日本女子代表としては史上初の2人が表彰台に登った。
- 「絶対本命」と報道され続けた女子500mにおいてオリンピック新記録となる36秒94を出し金メダルを獲得した。16組中14組のインスタートでの記録。この記録は自身が持つ低地リンク世界最高記録を0秒13上回り、低地における初めての36秒台である。スピードスケートの女子で初、日本選手団主将として冬季大会初めての金メダリストになった。
- 金メダル、銀メダル取得を祝して3月25日故郷茅野市で凱旋祝賀パレードが行われた[16]。

## 北京冬季オリンピック
- 2022年の北京冬季五輪では女子500mで38秒09で17位、女子1000mで1分15秒65で10位に終わった[17][18]。

## 李相花（イ・サンファ）との関係
- スピードスケート韓国代表の李相花とは親友で、お互いを自宅に招待して食事を振る舞い合う仲である。平昌オリンピック女子500mの競技終了後の記者会見では、2014年11月にW杯ソウル大会で初優勝をした小平が急いでオランダに戻らなければならなかった際、連勝を小平に止められ悔しい筈の李がリンクから空港までのタクシーを呼んで自腹を切ってくれたエピソードや、カザフスタンのアスタナでバスを待っている間に二人で写真を撮った際、「次の五輪はあなたが勝って、私が2位ね」と言う小平に「それならあなたが勝って、私が2位でいい」と李が答えたというエピソードなどを披露した。この二人の強い絆が平昌オリンピックの競技終了後の、涙する李を小平が抱擁しながらウィニングランをするシーンを生み出した[19]。オリンピック前から李が小平とあまり仲が良くないようにメディアに対して映ったのは、李が小平と比較されることを嫌ったこと、小平を「あの選手」と呼んだりもしたことからだと報道されている。李は「五輪準備に追われ、互いに話す時間もなく、気が立っており、そうなったと思う。すべて終わって、気が楽になった」と平昌オリンピック女子500mの競技終了後のインタビューで説明している[20]。

- 2019年4月7日、韓国の「2018平昌記念財団」は、五輪の遺産を後世に伝えるという財団の活動趣旨に合うと判断し、小平と李相花に「韓日友情賞」を授与した[21]。

## 記録

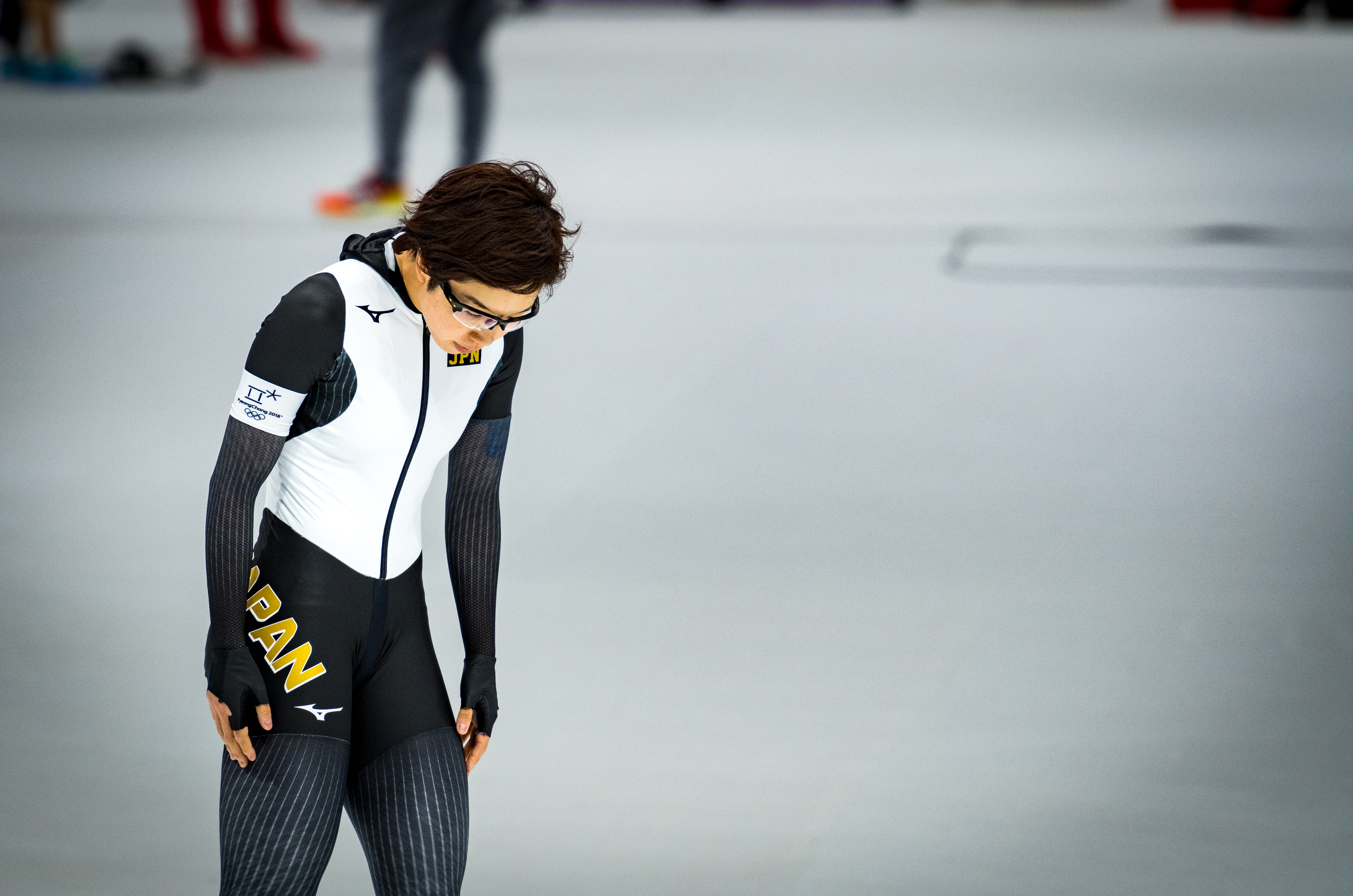
五輪記録直後の小平奈緒

| 種目             | 記録            | 日時               | 場所               | 備考                         |
| ---------------- | --------------- | ------------------ | ------------------ | ---------------------------- |
| 500m             | 36秒47          | 2019年3月9日       | ソルトレイクシティ | 世界歴代2位                  |
| 500m             | 36秒94          | 2018年2月18日      | 平昌               | 五輪記録、低地世界記録       |
| 500m             | 36秒39          | 2019年3月16日      | カルガリー         | 非公認、男子レースに特別参加 |
| 1000m            | 1分11秒77       | 2019年3月9日       | ソルトレイクシティ | 世界歴代3位                  |
| 1000m            | 1分12秒09       | 2017年12月10日     | ソルトレイクシティ | 当時の世界記録               |
| 1500m            | 1分59秒03       | 2009年2月20日      | ハルビン           | ユニバーシアード記録         |
| 500m × 2         | 73.55ポイント   | 2017年2月25日-26日 | カルガリー         | 世界記録                     |
| スプリント複合   | 146.390ポイント | 2017年2月25日-26日 | カルガリー         | 世界記録                     |
| チームスプリント | 1分26秒82       | 2015年11月14日     | カルガリー         |                              |

### 500m連勝記録
W杯23連勝/国際大会28連勝/国内外大会37連勝
- 女子500mの連勝は2016-17シーズンから2季以上、2019年の世界距離別選手権でオーストリアのヘルツォークに敗れるまで続いた。メディア報道では2016年10月22日の第23回全日本距離別選手権から数えるのが一般的だが、実際には9月に明治北海道十勝オーバル競技会でも優勝しているため、単純に国内外の大会での連勝とした場合さらに1勝多い。W杯連勝は2019年11月16日、ミンスク大会で同走者のヘルツォークがフライングで失格となり単独滑走を強いられて3位に終わるまで続いた[28]。

| 通算 | W杯 | 日付       | 大会                                   | 会場                               | レーン | タイム | 100m  | 2位選手                        | 差                             | 備考                                 | 詳細 |
| ---- | --- | ---------- | -------------------------------------- | ---------------------------------- | ------ | ------ | ----- | ------------------------------ | ------------------------------ | ------------------------------------ | ---- |
| 0    |     | 2016/09/10 | 明治北海道十勝オーバル競技会           | 明治北海道十勝オーバル             | IN     | 38.020 | 10.51 | 曽我こなみ                     | +1.77                          |                                      | 詳細 |
| 1    |     | 2016/10/22 | 第23回全日本距離別選手権               | エムウェーブ                       | OUT    | 37.750 | 10.52 | 神谷衣理那                     | +0.35                          | DR/CR                                | 詳細 |
| 2    | 1   | 2016/11/11 | W杯ハルビン大会                        | 黒竜江省室内リンク                 | OUT    | 38.000 | 10.46 | 辻麻希                         | +0.17                          |                                      | 詳細 |
| 3    | 2   | 2016/11/13 | W杯ハルビン大会                        | 黒竜江省室内リンク                 | IN     | 38.040 | 10.49 | 李相花                         | +0.07                          |                                      | 詳細 |
| 4    | 3   | 2016/11/20 | W杯長野大会                            | エムウェーブ                       | IN     | 37.750 | 10.46 | 李相花                         | +0.18                          |                                      | 詳細 |
| 5    | 4   | 2016/12/09 | W杯ヘーレンフェーン大会                | ティアルフ                         | IN     | 37.690 | 10.43 | 于静                           | +0.12                          |                                      | 詳細 |
| 6    |     | 2016/12/28 | 第41回全日本スプリント選手権           | エムウェーブ                       | IN     | 37.700 | 10.45 | 郷亜里砂                       | +0.48                          | DR/CR                                | 詳細 |
| 7    |     | 2016/12/29 | 第41回全日本スプリント選手権           | エムウェーブ                       | OUT    | 37.910 | 10.45 | 髙木美帆                       | +0.34                          | CR                                   | 詳細 |
| 8    | 5   | 2017/01/27 | W杯ベルリン大会                        | スポーツフォーラム                 | IN     | 37.430 | 10.43 | エルバノバ                     | +0.69                          |                                      | 詳細 |
| 9    | 6   | 2017/01/28 | W杯ベルリン大会                        | スポーツフォーラム                 | IN     | 37.570 | 10.43 | エルバノバ                     | +0.71                          |                                      | 詳細 |
| 10   |     | 2017/02/10 | 世界距離別選手権・江陵                 | 江陵オーバル                       | IN     | 37.130 | 10.31 | 李相花                         | +0.35                          | NR/RR/WRsl                           | 詳細 |
| 11   |     | 2017/02/21 | 第8回アジア冬季競技大会・札幌          | 明治北海道十勝オーバル             | IN     | 37.390 | 10.52 | 李相花                         | +0.31                          | CR/AR/RR                             | 詳細 |
| 12   |     | 2017/02/25 | 世界スプリント選手権・カルガリー       | オリンピックオーバル               | IN     | 36.750 | 10.40 | エルバノバ                     | +0.31                          | NR                                   | 詳細 |
| 13   |     | 2017/02/26 | 世界スプリント選手権・カルガリー       | オリンピックオーバル               | OUT    | 36.800 | 10.37 | エルバノバ                     | +0.43                          |                                      | 詳細 |
| 14   | 7   | 2017/03/11 | W杯ファイナル・スタヴァンゲル          | ソルマルカ・アリーナ               | IN     | 37.140 | 10.33 | エルバノバ                     | +0.73                          | RR                                   | 詳細 |
| 15   | 8   | 2017/03/12 | W杯ファイナル・スタヴァンゲル          | ソルマルカ・アリーナ               | IN     | 37.240 | 10.35 | エルバノバ                     | +0.48                          |                                      | 詳細 |
| 16   |     | 2017/10/21 | 第24回全日本距離別選手権               | エムウェーブ                       | OUT    | 37.250 | 10.33 | 郷亜里砂                       | +0.48                          | DR/CR/RR                             | 詳細 |
| 17   | 9   | 2017/11/10 | W杯ヘーレンフェーン大会                | ティアルフ                         | IN     | 37.290 | 10.27 | 李相花                         | +0.31                          | RR                                   | 詳細 |
| 18   | 10  | 2017/11/11 | W杯ヘーレンフェーン大会                | ティアルフ                         | IN     | 37.330 | 10.33 | 李相花                         | +0.20                          |                                      | 詳細 |
| 19   | 11  | 2017/11/17 | W杯スタヴァンゲル大会                  | ソルマルカ・アリーナ               | IN     | 37.080 | 10.24 | ハディー                       | +0.79                          | RR/WRsl                              | 詳細 |
| 20   | 12  | 2017/11/18 | W杯スタヴァンゲル大会                  | ソルマルカ・アリーナ               | IN     | 37.070 | 10.33 | ゴリコワ                       | +0.78                          | RR/WRsl                              | 詳細 |
| 21   | 13  | 2017/12/03 | W杯カルガリー大会                      | オリンピックオーバル               | IN     | 36.530 | 10.19 | 李相花                         | +0.33                          | NR/RR                                | 詳細 |
| 22   | 14  | 2017/12/08 | W杯ソルトレイク大会                    | ユタ・オリンピックオーバル         | IN     | 36.500 | 10.27 | 李相花                         | +0.21                          | NR                                   | 詳細 |
| 23   | 15  | 2017/12/09 | W杯ソルトレイク大会                    | ユタ・オリンピックオーバル         | IN     | 36.540 | 10.14 | 李相花                         | +0.25                          |                                      | 詳細 |
| 24   |     | 2017/12/27 | 平昌五輪代表選考会                     | エムウェーブ                       | OUT    | 37.130 | 10.28 | 郷亜里砂                       | +0.27                          | DR/RR                                | 詳細 |
| -    |     | 2018/02/07 | タイムトライアル（非公認）             | 江陵オーバル                       | OUT    | 37.050 | 10.33 | 郷亜里砂                       | +0.56                          | OR/RR/WRsl                           | 詳細 |
| 25   |     | 2018/02/18 | 平昌五輪                               | 江陵オーバル                       | IN     | 36.940 | 10.26 | 李相花                         | +0.39                          | OR/RR/WRsl                           | 詳細 |
| 26   |     | 2018/03/03 | 世界スプリント選手権・長春             | 吉林省スピードスケートリンク       | OUT    | 37.230 | 10.26 | ゴリコワ                       | +0.55                          | RR                                   | 詳細 |
| 27   |     | 2018/03/04 | 世界スプリント選手権・長春             | 吉林省スピードスケートリンク       | IN     | 37.720 | 10.32 | テルモルス                     | +0.14                          |                                      | 詳細 |
| 28   |     | 2018/10/19 | ジャパンカップ第1戦                    | エムウェーブ                       | IN     | 37.780 | 10.47 | 髙木美帆                       | +0.19                          |                                      | 詳細 |
| 29   |     | 2018/10/26 | 第25回全日本距離別選手権               | エムウェーブ                       | IN     | 37.300 | 10.32 | 髙木美帆                       | +0.68                          |                                      | 詳細 |
| 30   | 16  | 2018/11/16 | W杯帯広大会                            | 明治北海道十勝オーバル             | OUT    | 37.496 | 10.34 | ヘルツォーク                   | +0.12                          |                                      | 詳細 |
| 31   | 17  | 2018/11/17 | W杯帯広大会                            | 明治北海道十勝オーバル             | OUT    | 37.298 | 10.40 | ヘルツォーク                   | +0.35                          | RR                                   | 詳細 |
| 32   | 18  | 2018/11/23 | W杯苫小牧大会                          | 苫小牧市ハイランドスポーツセンター | OUT    | 38.031 | 10.44 | ヘルツォーク                   | +0.49                          | RR/屋外                              | 詳細 |
| 33   | 19  | 2018/11/24 | W杯苫小牧大会                          | 苫小牧市ハイランドスポーツセンター | IN     | 38.263 | 10.60 | ヘルツォーク                   | +0.30                          | 屋外                                 | 詳細 |
| 34   | 20  | 2018/12/15 | W杯ヘーレンフェーン大会                | ティアルフ                         | IN     | 37.171 | 10.33 | ヘルツォーク                   | +0.06                          | RR                                   | 詳細 |
| 35   |     | 2018/12/29 | 第42回全日本スプリント選手権           | 明治北海道十勝オーバル             | IN     | 37.500 | 10.40 | 辻麻希                         | +0.37                          | CR                                   | 詳細 |
| 36   |     | 2018/12/30 | 第42回全日本スプリント選手権           | 明治北海道十勝オーバル             | OUT    | 37.440 | 10.34 | 髙木美帆                       | +0.67                          | CR                                   | 詳細 |
| 37   | 21  | 2019/02/02 | W杯ハーマル大会                        | ハーマル・オリンピックホール       | OUT    | 37.254 | 10.29 | ヘルツォーク                   | +0.12                          | RR                                   | 詳細 |
| ×    |     | 2019/02/08 | 世界距離別選手権・インツェル           | マックス・アイヒャー・アリーナ     | OUT    | 37.202 | 10.37 | ヘルツォーク                   | -0.08                          | 連勝ストップ                         | 詳細 |
|      |     | 2019/02/23 | 世界スプリント選手権・ヘーレンフェーン | ティアルフ                         | OUT    | 37.270 | 10.33 | ヘルツォーク                   | +0.04                          |                                      | 詳細 |
|      |     | 2019/02/24 | 世界スプリント選手権・ヘーレンフェーン | ティアルフ                         | OUT    | 37.410 | 10.36 | ボウ                           | +0.26                          |                                      | 詳細 |
|      | 22  | 2019/03/09 | W杯ファイナル・ソルトレイク            | ユタ・オリンピックオーバル         | IN     | 36.474 | 10.27 | ヘルツォーク                   | +0.37                          | NR                                   | 詳細 |
|      | 23  | 2019/03/10 | W杯ファイナル・ソルトレイク            | ユタ・オリンピックオーバル         | IN     | 36.492 | 10.36 | ファトクリナ                   | +0.34                          |                                      | 詳細 |
|      |     | 2019/03/15 | 五輪オーバル・フィナーレ               | オリンピックオーバル               | OUT    | 36.740 | 10.28 | アーバイン                     | +0.57                          |                                      | 詳細 |
| -    |     | 2019/03/16 | 五輪オーバル・フィナーレ               | オリンピックオーバル               | OUT    | 36.390 | 10.21 | 男子レース特別参加のため非公認 | 男子レース特別参加のため非公認 | 男子レース特別参加のため非公認       | 詳細 |
|      |     | 2019/10/25 | 第26回全日本距離別選手権               | YSアリーナ八戸                     | OUT    | 37.660 | 10.43 | 髙木美帆                       | +0.71                          | RR                                   |      |
|      | ×   | 2019/11/16 | W杯ミンスク大会                        | ミンスク・アリーナ                 | IN     | 38.172 | 10.59 | 3位                            | -0.25                          | W杯連勝ストップ 同走者失格で単独滑走 | 詳細 |

|  | …ワールドカップ |  | …国際大会、DR…国内最高、CR…大会記録、NR…日本記録、RR…リンクレコード、WRsl…低地世界最高、OR…五輪記録 |

連勝の通し番号は報道に準拠し、本来の1勝目にあたる2016年9月の明治北海道十勝オーバル競技会を0とする。

## エピソード
- 小学5年生の時に、1998年長野オリンピックで8位入賞を果たす活躍をした三宮恵利子に憧れ、その冬にサインが欲しくて“出待ち”をしていたが、恥ずかしがり屋の小平は声を掛けることができず、三宮の方から駆け寄りサインをしてくれた。その後も三宮に「憧れで超えるために必死になっていた」といい、選手となってからもアドバイスをもらっていた[29]。
- 世界記録は500m×2、スプリント複合で保持している。500mで低地36秒台を世界で初めて記録した[30]。オリンピック記録は500m、ユニバーシアード記録は1500m、アジア競技大会記録は500m、1000mで保持している。
- 高校時代に活躍した選手の多くが練習環境の整った実業団に進む中で自身も富士急行と三協精機から勧誘されるが、保健体育の教員免許取得と、長野五輪で清水宏保を金メダルに導いた結城匡啓コーチの下で学ぶため信州大学教育学部に一般入試を経て進学した[31]。
- 学位は学士（教育学）、資格は中高教員免許（保健体育）を所持している。
- その独特な言い回しから『氷上の詩人』と称される[32][33]。
- 夏季・冬季を通じて、女子としては二人目の同一大会個人種目複数メダル、オリンピックの日本選手団主将[34]として女子初の金メダル、主将を務めた平昌オリンピックでは閉会式旗手にも選ばれており、同一大会で主将と閉会式旗手を務めるのは日本人初であった。
- 冬季五輪日本人最年長での金メダル獲得（平昌、31歳8か月）。
- 2018年平昌オリンピックの閉会式では、国際オリンピック委員会会長トーマス・バッハからフェアプレーと友好を世界に伝えた選手代表としてマルタン・フールカデらと共に紹介され登壇した[35]。
- 2年間のオランダ留学でオランダ語のインタビューだけでなく、早口言葉を言えるレベルだとオランダのテレビ局「Nos」で受け答えが報道されたことで文武両道と評価された[36]。
- 出身地の茅野市にある茅野市運動公園内のスケートセンターは、小平のオリンピックやワールドカップでの功績を称え、2018年11月から「NAO ice OVAL」の愛称が付けられているが、近年の利用者の減少と、施設の老朽化等により、存廃が検討されている[37]。
- 2020年10月16日、駐日オランダ大使館は小平の業績を讃え新種のユリに「kodaira」と名付けたことを発表した[38]。
- 2021年4月2日、2020年東京オリンピックの聖火リレーの長野県内の最終地松本市の最終ランナーとして聖火を次の岐阜県へと繋いだ[39]。
- 幼少期は家族と毎週末のように家族と山歩きをしていて、登山も愛好家であった[40]。これまで何度も父親と八ヶ岳に登った[41]。

## 出演
- 「小平奈緒のアルプス大冒険　〜錦秋のパノラマ　表銀座〜」（2024年11月16日、NHK-BS）[42]